# Tiësto
Tiësto OON, pseudònim de Tjis Michiel Verwest (Breda, 17 de gener de 1969) és un DJ de música House-trance i un productor neerlandès. És conegut internacionalment com a DJ Tiësto.
El 2007 li van atorgar el Gouden Harp, el premi més prestigiós de la música lleugera neerlandesa. Va ser reconegut l'any 2009 com el millor DJ del món i de la història segons la revista DJ Mag. Actualment es manté en la segona posició d'aquesta mateixa llista. És coneguda l'adaptació que va fer de l'Adagio for Strings de Barber.